# Eubonellia longistomum
Eubonellia longistomum är en djurart som tillhör fylumet skedmaskar, och som beskrevs av DattaGupta, A.K. 1981. Eubonellia longistomum ingår i släktet Eubonellia och familjen Bonelliidae. Inga underarter finns listade i Catalogue of Life.